# Медісон (округ, Техас)
Шаблон:StateAbbr_ 30°58′ пн. ш. 95°56′ зх. д. / 30.97° пн. ш. 95.93° зх. д.
Округ Медісон (англ. Madison County) — округ (графство) у штаті Техас, США. Ідентифікатор округу 48313.

## Історія
Округ утворений 1853 року.

## Демографія
За даними перепису 2000 року загальне населення округу становило 12940 осіб, зокрема міського населення було 3895, а сільського — 9045. Серед мешканців округу чоловіків було 7606, а жінок — 5334. В окрузі було 3914 домогосподарства, 2839 родин, які мешкали в 4797 будинках. Середній розмір родини становив 3,05.
Віковий розподіл населення поданий у таблиці:
| Стать    | До 15 років | 15-21 | 22-29 | 30-39 | 40-49 | 50-65 | 65-85 | Понад 85 |
| -------- | ----------- | ----- | ----- | ----- | ----- | ----- | ----- | -------- |
| Чоловіки | 1146        | 775   | 1877  | 1269  | 898   | 886   | 677   | 78       |
| Жінки    | 1102        | 469   | 422   | 653   | 674   | 963   | 828   | 223      |

## Суміжні округи
- Леон — північ
- Г'юстон — північний схід
- Вокер — південний схід
- Граймс — південь
- Бразос — південний захід

## Виноски
1. ↑  U.S. Decennial Census. United States Census Bureau. Архів оригіналу за 19 липня 2018. Процитовано 4 травня 2015.
2. ↑  Texas Almanac: Population History of Counties from 1850–2010 (PDF). Texas Almanac. Архів оригіналу (PDF) за 26 лютого 2015. Процитовано 4 травня 2015.
3. ↑  State & County QuickFacts. United States Census Bureau. Архів оригіналу за 18 жовтня 2011. Процитовано 21 грудня 2013.(англ.) Наведено за англійською вікіпедією.
4. ↑  American FactFinder. Бюро перепису населення США. Архів оригіналу за 26 лютого 2012. Процитовано 31 січня 2008.

| США | Це незавершена стаття з географії США. Ви можете допомогти проєкту, виправивши або дописавши її. |